# تيزي نبشار
بلدية تيزي نبشار (بالإنجليزية : Tizi N'bechar) تابعة إداريا وإقليميا إلى دائرة عموشة التابعة إلى ولاية سطيف الجزائرية، تقع على بعد 35 كلم شمال مدينة سطيف، وهي بلدية تعدادها السكاني حوالي 21086 نسمة (إحصاء سنة 2008) 

## مناخ
تتميز بلدية تيزي نبشار بشتاء بارد وممطر، كما تعرف المنطقة هطول ثلوج كثيفة لأيام عديدة من فصل الشتاء، وبداية فصل الربيع " كالعديد من المناطق الداخلية الجزائرية "، أما فصل الصيف فهو حار نسبيا وجاف.
| البيانات المناخية لـبلدية تيزي نبشار                                                                       | البيانات المناخية لـبلدية تيزي نبشار | البيانات المناخية لـبلدية تيزي نبشار | البيانات المناخية لـبلدية تيزي نبشار | البيانات المناخية لـبلدية تيزي نبشار | البيانات المناخية لـبلدية تيزي نبشار | البيانات المناخية لـبلدية تيزي نبشار | البيانات المناخية لـبلدية تيزي نبشار | البيانات المناخية لـبلدية تيزي نبشار | البيانات المناخية لـبلدية تيزي نبشار | البيانات المناخية لـبلدية تيزي نبشار | البيانات المناخية لـبلدية تيزي نبشار | البيانات المناخية لـبلدية تيزي نبشار | البيانات المناخية لـبلدية تيزي نبشار |
| الشهر | يناير                                | فبراير                               | مارس                                 | أبريل                                | مايو                                 | يونيو                                | يوليو                                | أغسطس                                | سبتمبر                               | أكتوبر                               | نوفمبر                               | ديسمبر                               | المعدل السنوي                        |
| --- | ------------------------------------ | ------------------------------------ | ------------------------------------ | ------------------------------------ | ------------------------------------ | ------------------------------------ | ------------------------------------ | ------------------------------------ | ------------------------------------ | ------------------------------------ | ------------------------------------ | ------------------------------------ | ------------------------------------ |
| الدرجة القصوى °م (°ف)                                                                                      | 19.3 (66.7)                          | 21.0 (69.8)                          | 24.1 (75.4)                          | 28.3 (82.9)                          | 32.0 (89.6)                          | 31.6 (88.9)                          | 33.5 (92.3)                          | 38.0 (100.4)                         | 35.2 (95.4)                          | 32.0 (89.6)                          | 23.0 (73.4)                          | 20.7 (69.3)                          | 38.0 (100.4)                         |
| متوسط درجة الحرارة الكبرى °م (°ف)                                                                          | 8.5 (47.3)                           | 9.0 (48.2)                           | 10.9 (51.6)                          | 11.2 (52.2)                          | 12.1 (53.8)                          | 18.6 (65.5)                          | 24.0 (75.2)                          | 30.7 (87.3)                          | 22.1 (71.8)                          | 15.2 (59.4)                          | 10.6 (51.1)                          | 7.3 (45.1)                           | 15.0 (59.0)                          |
| المتوسط اليومي °م (°ف)                                                                                     | 6.1 (43.0)                           | 7.1 (44.8)                           | 8.6 (47.5)                           | 9.4 (48.9)                           | 12.6 (54.7)                          | 17.5 (63.5)                          | 20.2 (68.4)                          | 18.2 (64.8)                          | 16.4 (61.5)                          | 11.4 (52.5)                          | 10.4 (50.7)                          | 8.9 (48.0)                           | 12.2 (54.0)                          |
| متوسط درجة الحرارة الصغرى °م (°ف)                                                                          | 3.6 (38.5)                           | 2.1 (35.8)                           | 2.2 (36.0)                           | 3.5 (38.3)                           | 8.0 (46.4)                           | 9.3 (48.7)                           | 12.3 (54.1)                          | 15.6 (60.1)                          | 10.7 (51.3)                          | 9.5 (49.1)                           | 6.1 (43.0)                           | 3.4 (38.1)                           | 7.2 (45.0)                           |
| أدنى درجة حرارة °م (°ف)                                                                                    | −6.0 (21.2)                          | −7.6 (18.3)                          | −4.0 (24.8)                          | −2.2 (28.0)                          | 1.0 (33.8)                           | 4.0 (39.2)                           | 6.7 (44.1)                           | 9.0 (48.2)                           | 7.0 (44.6)                           | 2.0 (35.6)                           | −4.0 (24.8)                          | −5.0 (23.0)                          | −7.6 (18.3)                          |
| الهطول مم (إنش)                                                                                            | 58.6 (2.31)                          | 52.3 (2.06)                          | 54.8 (2.16)                          | 45.2 (1.78)                          | 35.5 (1.40)                          | 16.9 (0.67)                          | 7.9 (0.31)                           | 10.2 (0.40)                          | 24.4 (0.96)                          | 26.4 (1.04)                          | 30.5 (1.20)                          | 60.1 (2.37)                          | 422.8 (16.66)                        |
| متوسط الأيام الممطرة (≥ 1 mm)                                                                              | 9                                    | 7                                    | 6                                    | 7                                    | 10                                   | 5                                    | 8                                    | 9                                    | 16                                   | 14                                   | 18                                   | 22                                   | 131                                  |
| متوسط الأيام المثلجة (≥ 1 cm)                                                                              | 22                                   | 18                                   | 19                                   | 16                                   | 0                                    | 0                                    | 0                                    | 0                                    | 1                                    | 4                                    | 8                                    | 10                                   | 98                                   |
| متوسط الرطوبة النسبية (%)                                                                                  | 67.9                                 | 55.3                                 | 60.1                                 | 60.6                                 | 54.0                                 | 43.8                                 | 34.8                                 | 40.9                                 | 52.9                                 | 54.3                                 | 63.8                                 | 67.7                                 | 54.7                                 |
| المصدر #1: الإدارة الوطنية للمحيطات والغلاف الجوي (فترة : 1961–1990)                                       |                                      |                                      |                                      |                                      |                                      |                                      |                                      |                                      |                                      |                                      |                                      |                                      |                                      |
| المصدر #2: climatebase.ru (الدرجات القصوى، الرطوبة) المصدر الثالث : Climate Zone (الأيام الممطرة والمثلجة) |                                      |                                      |                                      |                                      |                                      |                                      |                                      |                                      |                                      |                                      |                                      |                                      |                                      |